# Ch’ŏllima-Statue

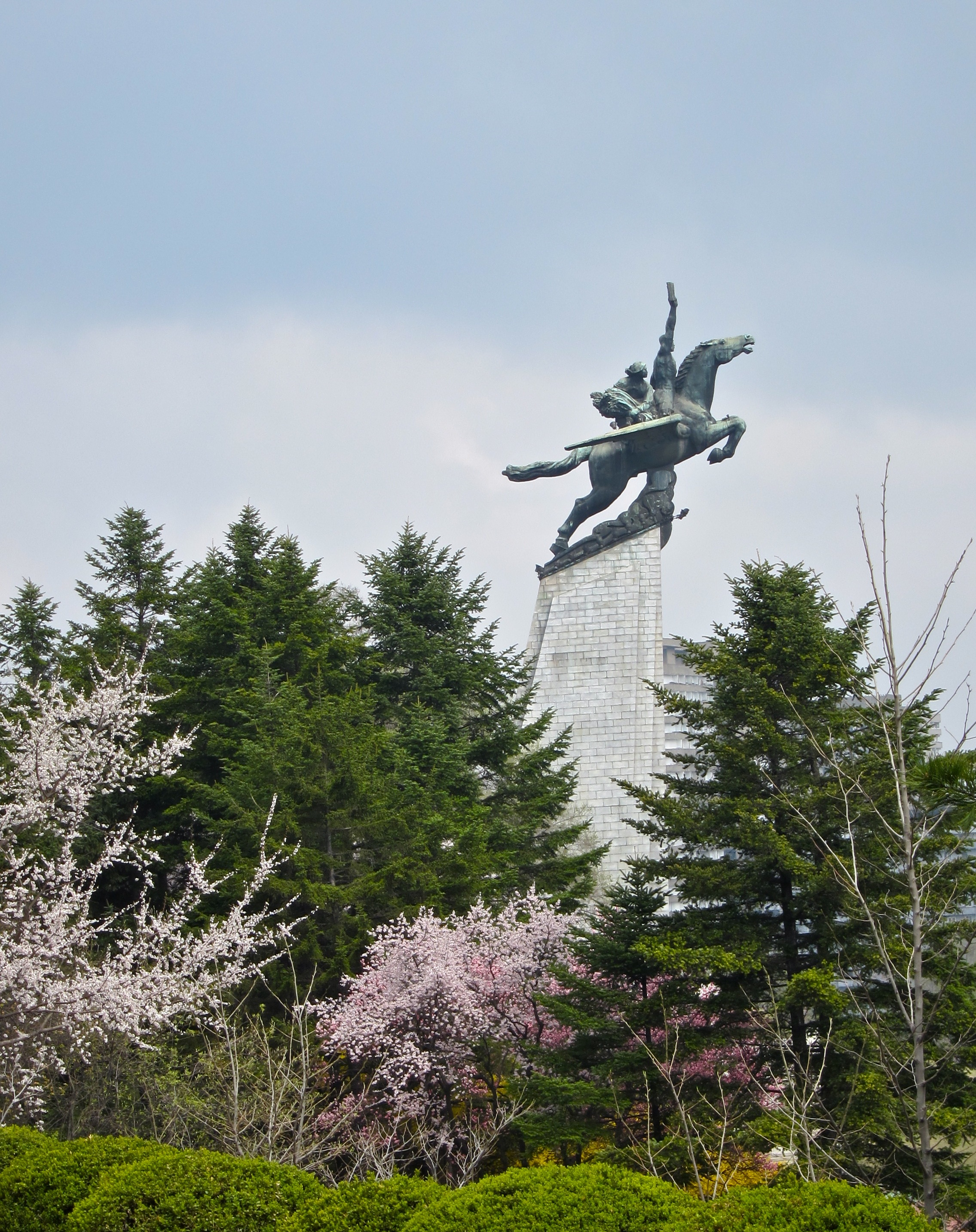
Ch’ŏllima-Statue

Die Ch’ŏllima-Statue (koreanisch 천리마동상 Ch’ŏllima Dongsang) ist ein Monument in der nordkoreanischen Hauptstadt Pjöngjang. Es steht zwischen dem Moran und dem Mansu-Hügel an der Chilsongmun-Straße und wurde am 15. April 1961 anlässlich des 49. Geburtstages Kim Il-sungs eingeweiht.
Das Monument befindet sich auf einer 5000 Quadratmeter großen Anlage und besteht aus einem 34 Meter hohen geneigten Granitsockel, auf dem sich eine 16 Meter hohe Bronze-Statue befindet. Die Statue stellt das geflügelte Pferd Chollima aus der koreanischen Mythologie dar, das nach dem Koreakrieg in Nordkorea zum Symbol des Wiederaufbaus und der Industrialisierung wurde. Auf dem Pferd ist ein Arbeiter zu sehen, der mit seiner rechten Hand einen Brief des Parteizentralkomitees empor hält. Hinter ihm sitzt eine Bäuerin mit einer Reisgarbe. Beide reiten dem Himmel entgegen.

## Darstellung auf Geldscheinen und Briefmarken
Das Monument ist auf der Vorderseite des 5-Won-Scheines von 1992 und des 200-Won-Scheines von 2009 abgebildet und als Wasserzeichen auf den 1-, 5-, 10- und 200-Won-Scheinen, die bis 2009 in Umlauf waren.
Die Sowjetunion brachte 1960 zum 15. Jahrestag der Befreiung Koreas durch die Sowjetarmee eine Briefmarke mit dem Monument heraus. 1989 wurde anlässlich der 13. Weltfestspiele der Jugend und Studenten, die in jenem Jahr in Pjöngjang stattfanden, in der DDR eine Briefmarke herausgegeben, auf der das Monument abgebildet ist.

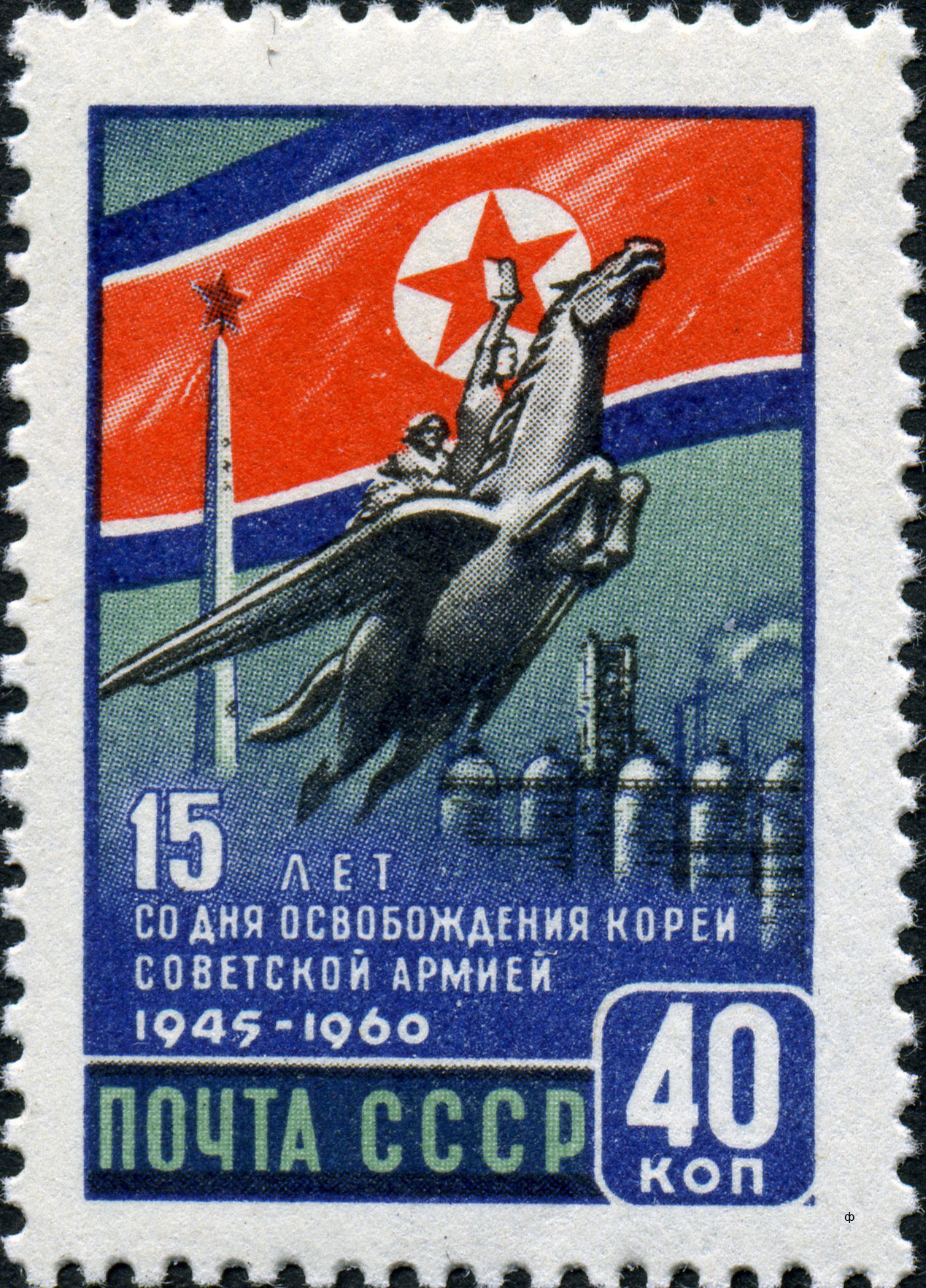
Briefmarke aus der Sowjetunion, 1960